# 科学怪人之子

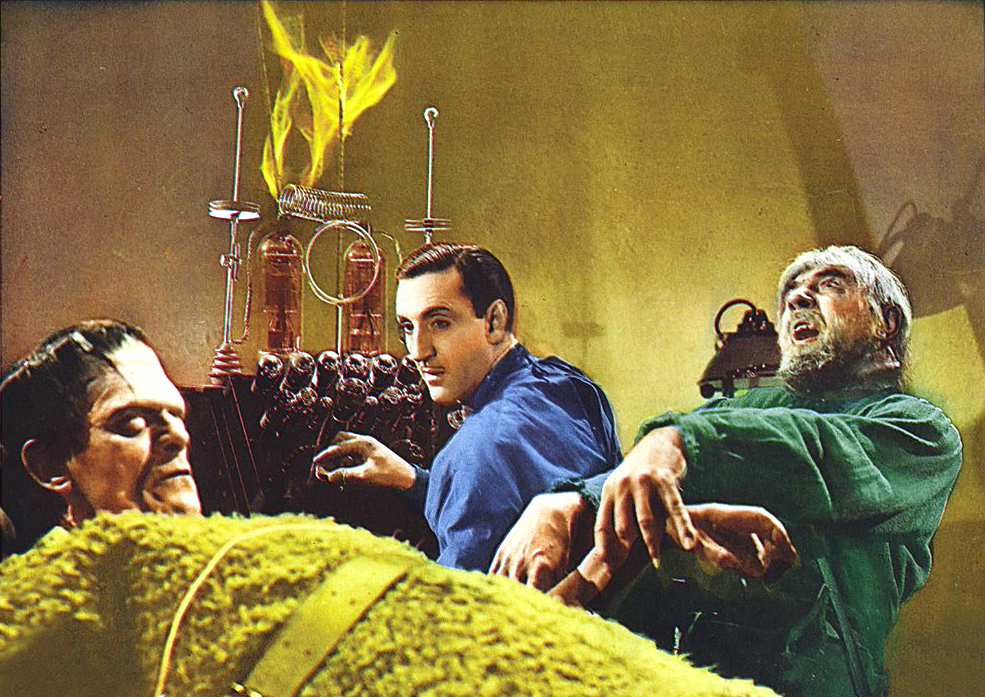

《科学怪人之子》（英語：Son of Frankenstein），又称《弗兰肯斯坦之子》，是环球影业制作的科学怪人系列第三部，鲍里斯·卡洛夫饰演怪物，《科学怪人的新娘》的续集。《科学怪人之子》在1938年播映时深受欢迎，由环球影业制作。